# Ondřej Boleslav Petr
Ondřej Boleslav Petr (8. února 1853 Bruzovice – 27. června 1893 Bruzovice) byl slezský vlastenec, učitel, herec a přítel Petra Bezruče. Je označován za možného autora či spoluautora Slezských písní.
V roce 2014 vydal Ústav pro českou literaturu Akademie věd České republiky kritické vydání Slezských písní. V tomto vydání pracovníci ÚČL rozhodně odmítají tvrzení, že autorem sbírky byl někdo jiný než Petr Bezruč. Spekulace o jiných autorech i o údajném spoluautorství O. B. Petra jsou označeny za „pusté a nepodložené hypotézy."

## Život
Narodil se ve starobylém rodě slezských sedláků v Bruzovicích. Byli to lidé hrdí, hlásící se k češství a měli dlouhou rodinnou tradici písmáctví. Po absolvování obecné školy v Bruzovicích odešel Petr studovat na německé gymnázium do Těšína. Byl vyloučen za své radikální pročeské názory. Odešel studovat na těšínský učitelský ústav.
Jako učitel dále hlásal své vlastenecké názory na různých slezských školách, až byl nakonec propuštěn. V téže době jej opustila jeho životní láska Hanka Ježíšková (pocházející ze Žermanic), podle pamětníků nejkrásnější dívka v okolí a provdala se za pacholka Jana Hampla. Manželství nebylo šťastné a Hanka často hledala útěchu u své sestřenice Maryčky Sagonové (roz. Ježíškové) v Místku. Zde měli manželé Sagonovi hostinec, kde se opět scházel s H. Ježíškovou. Po ztrátě zaměstnání i snoubenky cestoval Ondřej Boleslav Petr po kraji a střídal různá zaměstnání (také na šachtách) a hrál s kočovnou hereckou společností. Po letech se vrátil zpět a nastoupil do advokátní kanceláře svého staršího bratra Jana Petra v Místku.
Dle svědectví pamětníků a z korespondence víme, že psal poezii. Zachovala se však jediná nepřesvědčivá báseň Rodnému statku…. Po odmítnutí rukopisů těchto básní v (nezjištěném) moravském nakladatelství náhle zemřel. V matrice je zapsán důvod úmrtí mrtvice[nepřesný odkaz], avšak jednalo se o sebevraždu, kterou se rodina snažila utajit.[zdroj?] Švagrová Berta Petrová pak básně, které byly příčinou neštěstí, spálila.

## Osudové přátelství
Hned v prvním roce místeckého pobytu se Vladimír Vašek seznámil s bratry Petrovými, kteří vedli činorodý kulturní život, kteří jej uvedli do místní vlastenecké společnosti. Hlavně Ondřej B. Petr velice na Vaška zapůsobil, stali se přáteli. Společně pak podnikali cesty po Těšínsku a Beskydech. Byl to Petr, který budoucího básníka uvedl do společnosti a svým vlasteneckým zápalem nadchnul také mladého Vaška. Díky Petrovi se také seznámil s Maryčkou Sagonovou (které se říkalo „górna Maryčka“, do které se Vašek také zamiloval. Později se Vašek seznámil s Dodou Bezručovou a jeho zájem se pak upínal k této dívce. Jí pak adresoval básně a dopisy psané německy. V roce 1893, kdy umírá Ondřej Petr požádal Vašek o přeložení do Brna a ještě téhož roku odešel.
Je zajímavé, že vztah k Petrovi a Dodě Bezručové Vladimír Vašek v pozdějších letech popíral, i když je zdokumentováno, že tito dva lidé měli na Vaška nesmírný vliv.[zdroj?]
Podle svědectví pamětníků psali oba přátelé básně. Navzájem si je vyměňovali, Vladimír Vašek „opravoval“ básně Petrovi a podporoval jej v dalším psaní.[zdroj?]